# Potupy
Potupy (biał. Патупы; ros. Потупы) – wieś na Białorusi, w obwodzie witebskim, w rejonie głębockim, w sielsowiecie Urzecze.

## Historia
W czasach zaborów wieś w okręgu wiejskim Nowy Dwór, w gminie Zaleś, w powiecie dzisieńskim, w guberni wileńskiej Imperium Rosyjskiego. W 1866 we wsi w 6 domach zamieszkiwało 56 osób (34 dusze rewizyjne), wszystkie były wyznania prawosławnego.
W latach 1921–1945 wieś leżała w Polsce, w województwie wileńskim, w powiecie dziśnieńskim, w gminie Zalesie.
Według Powszechnego Spisu Ludności z 1921 roku zamieszkiwało tu 107 osób, 5 było wyznania rzymskokatolickiego, 102 prawosławnego. Jednocześnie 102 mieszkańców zadeklarowało polską a 5 białoruską przynależność narodową. Były tu 22 budynki mieszkalne. W 1931 w 17 domach zamieszkiwały 84 osoby.
Wierni należeli do parafii rzymskokatolickiej (filia) i parafii prawosławnej w Zalesiu. Miejscowość podlegała pod Sąd Grodzki w Łużkach i Okręgowy w Wilnie; właściwy urząd pocztowy mieścił się w Zalesiu.
W wyniku napaści ZSRR na Polskę we wrześniu 1939 miejscowość znalazła się pod okupacją sowiecką. 2 listopada została włączona do Białoruskiej SRR. Od czerwca 1941 roku pod okupacją niemiecką. W 1944 miejscowość została ponownie zajęta przez wojska sowieckie i włączona do Białoruskiej SRR.
Od 1991 w składzie niepodległej Białorusi.